# Rosenkopfsittich
Der Rosenkopfsittich (Psittacula roseata) ist eine Papageienart aus der Gattung der Edelsittiche. Neben der Nominatform Psittacula roseata roseata wird der Birma-Rosenkopfsittich (Psittacula roseata juneae) unterschieden.

## Merkmale
Der Rosenkopfsittich erreicht eine Größe von 30 Zentimetern. Beim adulten Männchen der Nominatform sind die Stirn, die Wangen und die Ohrdecken roséfarben. Oberkopf und Nacken sind hell blau-lila. Das Kinn und ein breiter Streifen entlang der unteren Wangen ist schwarz. Der Hinternacken wird von einer feinen, schwarzen Linie umrandet. An den inneren mittleren Flügeldecken ist ein bräunlich-rötliches Feld zu erkennen. Die langen, mittleren Schwanzfedern sind blau und haben gelbe Spitzen. Die seitlichen Schwanzfedern sind gelblich-grün mit hellgelben Spitzen. Der Oberschnabel ist orange-gelb, der Unterschnabel dunkelgrau. Die Iris ist hellgelb. Die Beine sind grünlichgrau. Beim adulten Weibchen der Nominatform ist der Kopf stumpf blaugrau. Um Kehle und Nacken verläuft ein feines, stumpf gelblich-grünes Band. Auf den Schultern befindet sich ein kleiner roter Fleck. Der Oberschnabel ist gelb. Der Unterschnabel ist dunkelgrau. Bei den juvenilen Vögel ist der Kopf grün und der Schwanz ist kurz. Der Schnabel ist hellgelb und die Iris ist grau. Der rote Schulterfleck der Altvögel fehlt. Beim Birma-Rosenkopfsittich ist die Gefiederfärbung allgemein gelblicher als bei der Nominatform und der Schulterfleck ist intensiver. Die mittleren Schwanzfedern sind heller blau. Die seitlichen Schwanzfedern sind mehr gelblich.

## Lautäußerungen
Der Ruf weist Ähnlichkeiten mit dem des Pflaumenkopfsittichs (Psittacula cyanocephala) auf, jedoch gibt es weichere, melodiösere Töne, die sich wie twee-too... twee... too... too... twee-too anhören. Im Flug ist ein schrilles too-ik... too-ik zu vernehmen.

## Verbreitung
Die Verbreitung der Nominatform erstreckt sich auf folgende Regionen: Bhutan, das nordöstliche Indien von Sikkim und Assam südlich nach Westbengalen weiter nach Tripura, Bangladesch und das nördliche Myanmar. Der Birma-Rosenkopfsittich kommt in der Tripura-Region und im südlichsten Assam, sowie im nördlichen  Myanmar, in Thailand nördlich von Prachuap Khiri Khan, in Zentral- und Südlaos, in Kambodscha, in Vietnam, in den chinesischen Provinzen Guangdong und Yunnan sowie in den Autonomen Gebieten Tibet und Guangxi vor. Ältere Beobachtungen gibt es aus Nepal.

## Lebensraum
Der Rosenkopfsittich bewohnt Mischwälder und offene Laubwälder mit hohem oder buschigem Sekundärbewuchs, offenes bis geschlossenes Waldland sowie Kultivierungen mit angrenzenden, bewaldeten Gebieten in Höhenlagen bis 1500 m. Darüber hinaus ist er in Waldresten in der Nähe von Tempelanlagen anzutreffen.

## Lebensweise
Der Rosenkopfsittich ist ein Standvogel und örtlich nomadisch. Er bildet Schwärme von bis zu 20 Individuen. Gelegentlich kann man ihn in Vergesellschaftung mit dem Bartsittich (Psittacula alexandri) beobachten. Der Flug ist flink und gerade. Die Nahrung des Rosenkopfsittichs besteht aus Samen, Früchten, Blüten und Blattknospen. In einigen Regionen geht er in Obstplantagen und Reisfeldern auf Nahrungssuche. Über sein Brutverhalten ist noch nicht viel bekannt. In Myanmar ist die Brutzeit von März bis Mai. Die Eier haben die Maße 25,1 × 21,0 mm.

## Status
Der Rosenkopfsittich ist nur noch örtlich häufig anzutreffen. In vielen Regionen, insbesondere im südlichen China, ist er durch Lebensraumverlust oder Wildfänge für den Tierhandel verschwunden oder selten geworden. Die IUCN stuft ihn in die Kategorie „nicht gefährdet“ (least concern) ein.